# Døde i 2013
Døde i 2013 er en liste over notable personer, der er afgået ved døden i 2013. 

## Januar
| - Patti Page - Gerda Lerner - Nagisa Oshima |

- 1. januar - Patti Page, amerikansk sanger (født 1927).[1]
- 1. januar - Adrian Bentzon, dansk jazzpianist (født 1929).[2]
- 2. januar - Gerda Lerner, amerikansk historiker, forfatter og lærer (født 1920).
- 2. januar - Teresa Torańska, polsk jurist (født 1946).[3]
- 3. januar - Preben Munthe, norsk økonom (født 1922).[4]
- 4. januar - Zoran Žižić, montenegrinsk politiker, tidligere premierminister i Jugoslavien (født 1951).[5]
- 4. januar - Bengt Andersson, svensk digter (født 1948).[6]
- 5. januar - Sol Yurick, amerikansk forfatter (født 1925).[7]
- 8. januar - Asbjørn Aarnes, norsk litteraturforsker (født 1923).[8]
- 10. januar - George Gruntz, schweizisk pianist (født 1932).[9]
- 10. januar - Hansi Schwarz, svensk musiker (født 1942).[10]
- 10. januar - Christel Adelaar, nederlandsk skuespiller og sanger (født 1936).[11]
- 11. januar - Aaron Swartz, amerikansk internetaktivist (født 1986).[12]
- 12. januar - Anna Lizaran, catalansk skuespillerinde (født 1944).[13]
- 13. januar - Chia-Chiao Lin, kinesisk-amerikansk matematiker (født 1916).[14]
- 14. januar - Conrad Bain, canadisk-amerikansk skuespiller (født 1923).[15]
- 15. januar - Nagisa Oshima, japansk filminstruktør (født 1932).[16]
- 17. januar - Robert Frederick Chew, amerikansk skuespiller (født 1960).[17]
- 20. januar - Georg Ursin, dansk jurist og forfatter (født 1934).[18]
- 20. januar - Maurice Karkoff, svensk komponist (født 1927).[19]
- 23. januar - Józef Glemp, polsk ærkebiskop og kardinal (født 1929).[20]
- 25. januar - Martial Asselin, canadisk politiker (født 1924).[21]
- 27. januar - Stanley Karnow, amerikansk forfatter (født 1925).[22]
- 28. januar - Bernard Horsfall, engelsk skuespiller (født 1930).[23]

## Februar
| - Edward Koch - Peter Steen - Donald Arthur Glaser |

- 1. februar - Edward Koch, amerikansk politiker (født 1924).[24]
- 1. februar - Peter Germer, dansk jurist (født 1938).[25]
- 1. februar - Aase Olesen, dansk politiker (født 1934).[26]
- 2. februar - Chris Kyle, amerikansk morderisk finskytte og snigskytte (født 1974).[27]
- 4. februar - Donald Byrd, amerikansk jazztrompetist (født 1932).[28]
- 7. februar - Peter Steen, dansk skuespiller (født 1936).[29]
- 8. februar - Kjell Hjertsson, svensk fodboldspiller (født 1922).[30]
- 9. februar - Keiko Fukuda, japansk-amerikansk kampsportskvinde (født 1913).[31]
- 10. februar - Petro Vlahos, amerikansk opfinder og designer (født 1916).[32]
- 11. februar - Erik Quistgaard, tidligere dansk generaldirektør for Den Europæiske Rumorganisation (født 1921).[33]
- 12. februar - Hennadij Udovenko, ukrainsk politiker og diplomat (født 1931).[34]
- 13. februar - Gerry Day, amerikansk manuskriptforfatter (født 1922).[35]
- 14. februar - Ronald Dworkin, amerikansk filosof og juridist (født 1931).[36]
- 15. februar - Todor Kolev, bulgarsk skuespiller (født 1939).[37]
- 16. februar - Eric Ericson, svensk korleder og dirigent (født 1918).[38]
- 17. februar - Mindy McCready, amerikansk popsangerinde (født 1975).[39]
- 18. februar - Kevin Ayers, engelsk sanger (født 1944).[40]
- 18. februar - Otfried Preussler, tysk forfatter (født 1923).[41]
- 21. februar - Hasse Jeppson, svensk fodboldspiller (født 1925).[42]
- 22. februar - Atje Keulen-Deelstra, hollandsk skater (født 1938).[43]
- 24. februar - Ib Hansen, dansk operasanger (født 1928).[44]
- 26. februar - Leif Blædel, dansk journalist og gastronom (født 1923).[45]
- 26. februar - Marie-Claire Alain, fransk organist og musikpædagog (født 1926).[46]
- 27. februar - Van Cliburn, amerikansk pianist (født 1934).[47]
- 27. februar - Imants Ziedonis, lettisk digter og forfatter (født 1933).[48]
- 28. februar - Donald Arthur Glaser, amerikansk fysiker og nobelprismodtager (født 1926).[49]

## Marts
| - Hugo Chávez - Holger Juul Hansen |

- 3. marts - Bobby Rogers, amerikansk sanger (født 1940).[50]
- 5. marts - Hugo Chávez, venezuelansk præsident (født 1954).[51]
- 5. marts - Tove Wallenstrøm, dansk skuespillerinde (født 1915).[52]
- 6. marts - Alvin Lee, engelsk guitarist (født 1944).[53]
- 9. marts - Max Jakobson, finsk diplomat (født 1923).[54]
- 10. marts - Lilian, prinsesse af Sverige (født 1915).[55]
- 11. marts - Boris Vasilyev, russisk forfatter (født 1924).[56]
- 12. marts - Clive Burr, engelsk trommeslager (født 1957).[57]
- 14. marts - Mirja Hietamies, finsk skiløber (født 1931).[58]
- 16. marts - Frank Thornton, engelsk skuespiller (født 1921).[59]
- 18. marts - Mary Ellen Rudin, amerikansk matematiker (født 1924).[60]
- 19. marts - Holger Juul Hansen, dansk skuespiller (født 1924).[61]
- 20. marts - Risë Stevens, amerikansk mezzosopran (født 1913).[62]
- 21. marts - Chinua Achebe, nigeriansk forfatter (født 1930).[63]
- 23. marts - John Hatting, dansk sanger og musiker (født 1948).[64]
- 24. marts - Peter Duryea, amerikansk skuespiller (født 1939).[65]
- 25. marts - Jean Pickering, engelsk olympisk sportskvinde (født 1929).[66]
- 26. marts - Jerzy Nowak, polsk skuespiller (født 1923).[67]
- 27. marts - Anne Vig Skoven, dansk musiker og præst (født 1960).[68]
- 28. marts - Hugh McCracken, amerikansk guitarist (født 1942).[69]
- 30. marts - Valeri Zolotukhin, russisk skuespiller (født 1941).[70]

## April
| - Roger Ebert - Margaret Thatcher - François Jacob |

- 2. april - Jesús Franco, spansk filminstruktør (født 1930).[71]
- 3. april - Ruth Prawer Jhabvala, britisk forfatter (født 1927).[72]
- 4. april - Roger Ebert, amerikansk filmanmelder (født 1942).[73]
- 4. april - Beatrice Palner, dansk skuespillerinde (født 1938).[74]
- 4. april - Ole Ousen, dansk skuespiller og musiker (født 1942).[75]
- 6. april - Bigas Luna, spansk filminstruktør (født 1930).[76]
- 8. april - Margaret Thatcher, tidligere britisk premierminister (født 1925).[77]
- 11. april - Hilary Koprowski, amerikansk immunolog (født 1916).[78]
- 16. april - George Beverly Shea, canadisk-amerikansk sanger og sangskriver (født 1909).[79]
- 17. april - Deanna Durbin, canadisk skuespillerinde og sangerinde (født 1921). [80][81] [82]
- 18. april - Storm Thorgerson, engelsk grafisk designer (født 1944).[83]
- 19. april - François Jacob, fransk biolog og nobelprismodtager (født 1920).[84]
- 19. april - Palle Lykke, dansk cykelrytter og 6-dageskonge (født 1936).[85]
- 21. april - Shakuntala Devi, indisk forfatter (født 1929).[86]
- 22. april - Vivi Bak, dansk sangerinde og skuespillerinde (født 1939).[87]
- 22. april - Richie Havens, amerikansk folkemusiker (født 1941).[88]
- 22. april - Jacob Palmstierna, svensk friherre og bankmand (født 1934).[89]
- 25. april - Erik Holst, dansk tidligere miljøminister og MEP (født 1922).[90]
- 26. april - George Jones, amerikansk countrysanger og sangskriver (født 1931).[91]

## Maj
| - Giulio Andreotti - Jorge Rafael Videla - Haldor Topsøe - Jack Vance |

- 1. maj – Pierre Pleimelding, fransk fodboldspiller (født 1952).[92]
- 4. maj – Otis R. Bowen, amerikansk læge og sundhedsminister (født 1918).[93]
- 6. maj – Giulio Andreotti, italiensk politiker og premierminister (født 1919).[94]
- 7. maj – Ray Harryhausen, amerikansk animator (født 1920).[95]
- 8. maj – Bryan Forbes, engelsk filminstruktør (født 1926).[96]
- 9. maj – George M. Leader, amerikansk guvernør (født 1918).[97]
- 13. maj – André Bord, fransk politiker (født 1922).[98]
- 15. maj – Jens Elmegård Rasmussen, dansk sprogforsker (født 1944).[99]
- 17. maj – Jorge Rafael Videla, argentinsk diktator (født 1925).[100]
- 17. maj – Harold Shapero, amerikansk komponist (født 1920).[101]
- 18. maj – Steve Forrest, amerikansk skuespiller (født 1925).[102]
- 19. maj – Bella Flores, filippinsk skuespillerinde (født 1929).[103]
- 20. maj – Haldor Topsøe, dansk civilingeniør (født 1913).[104]
- 20. maj – Ray Manzarek, amerikansk musiker og medstifter af rockgruppen The Doors (født 1939).[105]
- 21. maj – Christian af Rosenborg, dansk greve (født 1942).[106]
- 22. maj – Henri Dutilleux, fransk komponist (født 1916).[107]
- 24. maj – Pjotr Todorovskij, russisk filminstruktør (født 1925).[108]
- 26. maj – Jack Vance, amerikansk science fiction-forfatter (født 1916).[109]
- 27. maj – György Bárdy, ungarsk skuespiller (født 1921).[110]
- 28. maj – Viktor Kulikov, russisk militær officer (født 1921).[111]
- 29. maj - Franca Rame, italiensk skuespiller, forfatter og politisk aktivist (født 1928).[112]
- 30. maj - Rituparno Ghosh, indisk skuespiller (født 1963).[113]
- 31. maj - Jean Stapleton, amerikansk skuespillerinde (født 1923).[114]

## Juni
| - James Gandolfini - Henning Larsen - Allan Simonsen |

- 3. juni - Frank Lautenberg, amerikansk senator (født 1924).[115]
- 6. juni - Esther Williams, amerikansk skuespillerinde og svømmerske (født 1921).[116]
- 6. juni - Erling Bløndal Bengtsson, dansk cellist og musikpædagog (født 1932).[117]
- 7. juni - Pierre Mauroy, fransk politiker (født 1928).[118]
- 8. juni - Yoram Kaniuk, israelsk kunster og forfatter (født 1930).[119]
- 9. juni - Iain Banks, skotsk forfatter (født 1954).[120]
- 11. juni - Robert Fogel, amerikansk økonom (født 1926).[121]
- 12. juni - Jiroemon Kimura, på dødstidspunktet verdens ældste mand (født 1897).[122]
- 15. juni - Heinz Flohe, tysk fodboldspiller (født 1948).[123]
- 16. juni - Ottmar Walter, tysk fodboldspiller (født 1924).[123]
- 19. juni - James Gandolfini, amerikansk skuespiller (født 1961).[124]
- 22. juni - Henning Larsen, dansk arkitekt (født 1925).[125]
- 22. juni - Jens Jørgen Brinch, dansk fodboldkommentator (født 1956).[126]
- 22. juni - Allan Simonsen - dansk racerkører (født 1978).[127]
- 24. juni - Emilio Colombo, italiensk politiker (født 1920).[128]
- 26. juni - Kay Wilhelmsen, dansk entreprenør (født 1942).[129]
- 27. juni - Alain Mimoun, fransk olympisk løber (født 1921).[130]
- 28. juni - Silvi Vrait, estisk jazzsangerinde (født 1951).[131]

## Juli
| - Mel Smith |

- 1. juli - Ján Zlocha, kroatisk fodboldspiller (født 1942).[132]
- 2. juli - Douglas Engelbart, amerikansk forsker og IT-udvikler (født 1925).[133]
- 3. juli - Radu Vasile, rumænsk politiker (født 1942).[134]
- 4. juli - Bernie Nolan, irsk skuespillerinde (født 1960).[135]
- 5. juli - David Cargo, amerikansk guvernør (født 1929).[136]
- 6. juli - Robert Linderholm, amerikansk amatørastronom (født 1933).[137]
- 7. juli - Anna Wing, engelsk skuespillerinde (født 1914).[138]
- 8. juli - Edmund Sears Morgan, amerikansk forfatter (født 1916).[139]
- 9. juli - Anton Antonov-Ovseyenko, russisk forfatter (født 1920).[140]
- 10. juli - Concha García Campoy, spansk journalist (født 1958).[141]
- 13. juli - Cory Monteith, canadisk skuespiller og musiker (født 1982).[142]
- 14. juli - Dennis Burkley, amerikansk skuespiller (født 1945).[143]
- 17. juli - Povl Hjelt, generaldirektør for DSB 1970-1981 (født 1921).[144]
- 19. juli - Mel Smith, engelsk komiker, skuespiller, manuskriptforfatter og instruktør (født 1952).[145]
- 22. juli - Dennis Farina, amerikansk skuespiller (født 1944).[146]
- 23. juli - Emile Griffith, amerikansk bokser og ex-verdensmester (født 1938).[147]
- 25. juli - Viggo Kjær, dansk civilingeniør (født 1914).[148]
- 26. juli - J.J. Cale, amerikansk musiker og komponist (født 1938).[149]
- 28. juli - Eileen Brennan, amerikansk skuespillerinde (født 1932).[150]
- 30. juli - Antoni Ramallets, spansk fodboldspiller (født 1924).[151]

## August
| - Friso af Oranien-Nassau - David Frost |

- 1. august - Gail Kobe, amerikansk skuespillerinde (født 1932).[152]
- 4. august - Olavi Johannes Mattila, finsk politiker (født 1918).[153]
- 5. august - George Duke, amerikansk pianist og komponist (født 1946).[154]
- 6. august - Dave Wagstaffe, engelsk fodboldspiller (født 1943).[155]
- 8. august - Karen Black, amerikansk skuespillerinde (født 1939).[156]
- 12. august - Friso af Oranien-Nassau, hollandsk greve (født 1968).[157]
- 14. august - Allen Lanier, amerikansk musiker (født 1946).[158]
- 18. august - Rolv Wesenlund, norsk komiker og skuespiller (født 1936).[159]
- 19. august - Ulla Rubinstein, dansk landsdommer (født 1939).[160]
- 19. august - Cedar Walton, amerikansk pianist (født 1934).[161]
- 20. august - Elmore Leonard, amerikansk skønlitterær forfatter (født 1925).[162]
- 20. august - Marian McPartland, engelsk jazzpianist (født 1918).[163]
- 23. august - Gilbert Taylor, engelsk filmfotograf (født 1914).[164]
- 24. august - Nílton de Sordi, brasiliansk fodboldspiller (født 1931).[165]
- 25. august - Gilmar, brasiliansk fodboldspiller (født 1930).[166]
- 26. august - Kauko Hänninen, finsk olympisk roer (født 1930).[167]
- 27. august - Kent Finell, svensk radio studievært og producer (født 1944).[168]
- 28. august - László Gyetvai, ungarsk fodboldspiller (født 1918).[169]
- 29. august - Bruce Churchill Murray, amerikansk planetforsker (født 1931).[170]
- 30. august - Seamus Heaney, irsk forfatter, nobelprismodtager og professor (født 1939).[171]
- 31. august - David Frost, engelsk journalist og tv-vært (født 1939).[172]

## September
| - Ronald Coase |

- 1. september - Ole Ernst, dansk skuespiller (født 1940).[173]
- 2. september - Ronald Coase, britisk økonom (født 1910).[174]
- 6. september - Barbara Hicks, engelsk skuespillerinde (født 1924).[175]
- 7. september - Wolfgang Frank, tysk fodboldspiller (født 1951).[176]
- 8. september - Erik Nørgaard, dansk journalist og forfatter (født 1929).[177]
- 9. september - Patricia Blair, amerikansk skuespillerinde (født 1933).[178]
- 11. september - Peter Skak Olufsen, dansk erhvervsleder og godsejer (født 1942).[179]
- 11. september - Edith Guillaume, dansk operasanger og skuespiller (født 1943).[180]
- 12. september - Ole Sippel, dansk journalist (født 1941).[181]
- 14. september - Faith Leech, australsk svømmer (født 1941).[182]
- 16. september - Mac Curtis, amerikansk rockabilly musiker (født 1939).[183]
- 19. september - Hiroshi Yamauchi, japansk forretningsmand (født 1927).[184]
- 20. september - Carolyn Cassady, amerikansk forfatter (født 1923).[185]
- 21. september - Michel Brault, canadisk filminstruktør (født 1928).[186]
- 22. september - David H. Hubel, canadisk neurofysiolog og nobelprismodtager (født 1926).[187]
- 22. september - Jane Connell, amerikansk skuespillerinde (født 1925).[188]
- 24. september - Poul Nødgaard, dansk politiker (født 1936).[189]
- 26. september - Sos Sargsyan, armensk skuespiller (født 1929).[190]
- 29. september - Harold Agnew, amerikansk fysiker (født 1921).[191]
- 30. september - Rangel Vulchanov, bulgarsk filminstruktør (født 1928).[192]

## Oktober
| - Võ Nguyên Giáp - Scott Carpenter - Rune T. Kidde - Lou Reed |

- 3. oktober - Sergei Alexandrovich Belov, russisk basketballspiller (født 1944).[193]
- 4. oktober - Võ Nguyên Giáp, vietnamesisk general og statsmand (født 1911).[194]
- 7. oktober - Joanna Chmielewska, polsk satirisk forfatter (født 1932).[195]
- 7. oktober - Patrice Chéreau, fransk instruktør og skuespiller (født 1944).[196]
- 8. oktober - Kristof Glamann, dansk historiker (født 1923).[197]
- 8. oktober - Ingrid Skovgaard, tv-vært fra Ingrid og Lillebror (født 1938).[198]
- 9. oktober - Wilfried Martens, belgisk politiker og tidligere statsminister (født 1936).[199]
- 10. oktober - Scott Carpenter, amerikansk astronaut (født 1925).[200]
- 11. oktober - Erich Priebke, tysk SS-Hauptsturmführer og krigsforbryder (født 1913).[201]
- 14. oktober - Bruno Metsu, fransk fodboldspiller (født 1954).[202]
- 16. oktober - Ed Lauter, amerikansk skuespiller (født 1938).[203]
- 17. oktober - Lou Scheimer, amerikansk producer (født 1928).[204]
- 21. oktober - Rune T. Kidde, dansk forfatter, historiefortæller, lyriker og tegner (født 1957).[205]
- 23. oktober - Anthony Caro, engelsk billedhugger (født 1924).[206]
- 24. oktober - Ebbe Parsner, dansk roer (født 1922).[207]
- 26. oktober - Ritva Arvelo, finsk skuespillerinde (født 1921).[208]
- 27. oktober - Lou Reed, amerikansk musiker og sangskriver (født 1942).[209]
- 28. oktober - Tadeusz Mazowiecki, polsk journalist, forfatter, samfundsaktivist og politiker (født 1927).[210]
- 31. oktober - Gérard de Villiers, fransk forfatter (født 1929).[211]

## November
| - Doris Lessing - Frederick Sanger - Paul Walker |

- 4. november - Hakon Barfod, norsk olympisk sejler (født 1926).[212]
- 6. november - Ace Parker, amerikansk baseballspiller (født 1912).[213]
- 8. november - Chiyoko Shimakura, japansk sangerinde og skuespillerinde (født 1938).[214]
- 12. november - Kurt Trampedach, dansk kunstmaler (født 1943).[215]
- 12. november - Erik Dyreborg, dansk fodboldspiller (født 1940).[216]
- 14. november - Hans Skov Christensen, dansk økonom og tidl. direktør for DI (født 1945).[217]
- 17. november - Doris Lessing, engelsk forfatter (født 1919).[218]
- 19. november - Frederick Sanger, britisk dobbelt nobelpristager (født 1918).[219]
- 21. november - Mad Dog Vachon, canadisk wrestler (født 1929).[220]
- 23. november - Walter Frosch, tysk fodboldspiller (født 1950).[221]
- 24. november - Arnaud Coyot, fransk landevejsrytter (født 1980).[222]
- 25. november - Bill Foulkes, engelsk fodboldspiller og træner (født 1932).[223]
- 26. november - Arik Einstein, israelsk sanger, skuespiller og manuskriptforfatter (født 1939).[224]
- 27. november - Nílton Santos, brasiliansk fodboldspiller (født 1925).[225]
- 30. november - Paul Walker, amerikansk skuespiller (født 1973).[226]

## December
| - Nelson Mandela - Eleanor Parker - Peter O'Toole - Joan Fontaine - Mikhail Kalasjnikov - James Avery |

- 1. december - Bror Bernild, dansk fotograf (født 1921).[227]
- 4. december - Joana Raspall i Juanola, spansk forfatter (født 1913).[228]
- 5. december - Nelson Mandela, sydafrikansk præsident (født 1918).[229]
- 7. december - Édouard Molinaro, fransk filminstruktør (født 1928).[230]
- 7. december - Eero Kolehmainen, finsk langrend skiløber (født 1918).[231]
- 8. december - John Warcup Cornforth, australsk kemiker og nobelprismodtager (født 1917).[232]
- 9. december - Eleanor Parker, amerikansk skuespiller (født 1922).[233]
- 10. december - Jim Hall, amerikansk musiker og komponist (født 1930).[234]
- 11. december - Nadir Afonso, portugisisk kunster (født 1920).[235]
- 12. december - Audrey Totter, amerikansk skuespillerinde (født 1918).[236]
- 14. december - Peter O'Toole, irsk skuespiller (født 1932).[237]
- 15. december - Joan Fontaine, amerikansk skuespillerinde (født 1917).[238]
- 18. december - Ronnie Biggs, engelsk togrøver (født 1929).[239]
- 19. december - Ned Vizzini, amerikansk forfatter (født 1981).[240]
- 20. december - Pyotr Bolotnikov, russisk idrætsudøver (født 1930).[241]
- 21. december - Björn J:son Lindh, svensk komponist (født 1944).[242]
- 22. december – Hans Hækkerup, dansk politiker (født 1945).[243]
- 23. december – Mikhail Kalasjnikov, russisk våbendesigner og manden bag AK-47 geværet (født 1919).[244]
- 23. december - Yusef Lateef, amerikansk jazzmusiker (født 1920).[245]
- 24. december – Frédéric Back, canadisk filminstruktør (født 1924).[246]
- 25. december - Wilbur Thompson, amerikansk kuglestøder (født 1921).[247]
- 26. december - Marta Eggerth, ungarsk/amerikansk skuespillerinde (født 1912).[248]
- 26. december - Annemette Svendsen, dansk skuespillerinde (født 1928).[249]
- 27. december - Elvira Quintillá, spansk skuespillerinde (født 1928).[250]
- 28. december - Ilya Tsymbalar, ukrainsk-russisk fodboldspiller (født 1969).[251]
- 29. december - Wojciech Kilar, polsk filminstruktør (født 1932).[252]
- 30. december - Paul Sally, amerikansk matematiker (født 1933).[253]
- 31. december - James Avery, amerikansk skuespiller (født 1945).[254]